# Катамарка (департамент)
Департамент Катамарка  (исп. Departamento de Catamarca(Capital)) — департамент в Аргентине в составе провинции Катамарка.
Территория — 684 км². По данным Национального института статистики и переписи населения в Аргентине на 2010 год численность жителей департамента была 159 703 против 141 260 человек в 2001 году, что составило рост на 13,1%. Плотность населения — 233,48 чел./км².
Административный центр — Сан-Фернандо-дель-Валье-де-Катамарка.

## География
Департамент расположен на юго-востоке провинции Катамарка.
Департамент граничит:
- на севере — с департаментом Фрай-Мамерто-Эскуйу
- на востоке — с департаментом Паклин
- на юге — с департаментом Валье-Вьехо
- на западе — с департаментом Капайян

## Административное деление
Департамент включает 1 муниципалитет:
- Сан-Фернандо-дель-Валье-де-Катамарка

## Важнейшие населенные пункты[3]
| № | Населённый пункт                     | Населённый пункт (исп.) | Категория | Население чел. (2010) | На карте                        |
| - | ------------------------------------ | ----------------------- | --------- | --------------------- | ------------------------------- |
| 1 | Сан-Фернандо-дель-Валье-де-Катамарка | Catamarca               | город     | 159139                | 28°28′04″ ю. ш. 65°46′43″ з. д. |
| 2 | Эль-Пантанильо                       | El Pantanillo           | поселок   | 44                    | 28°32′14″ ю. ш. 65°48′25″ з. д. |
| 3 | Ла-Кебрада                           | La Quebrada             | поселок   | н/д                   | 28°27′20″ ю. ш. 65°50′40″ з. д. |